# K-111

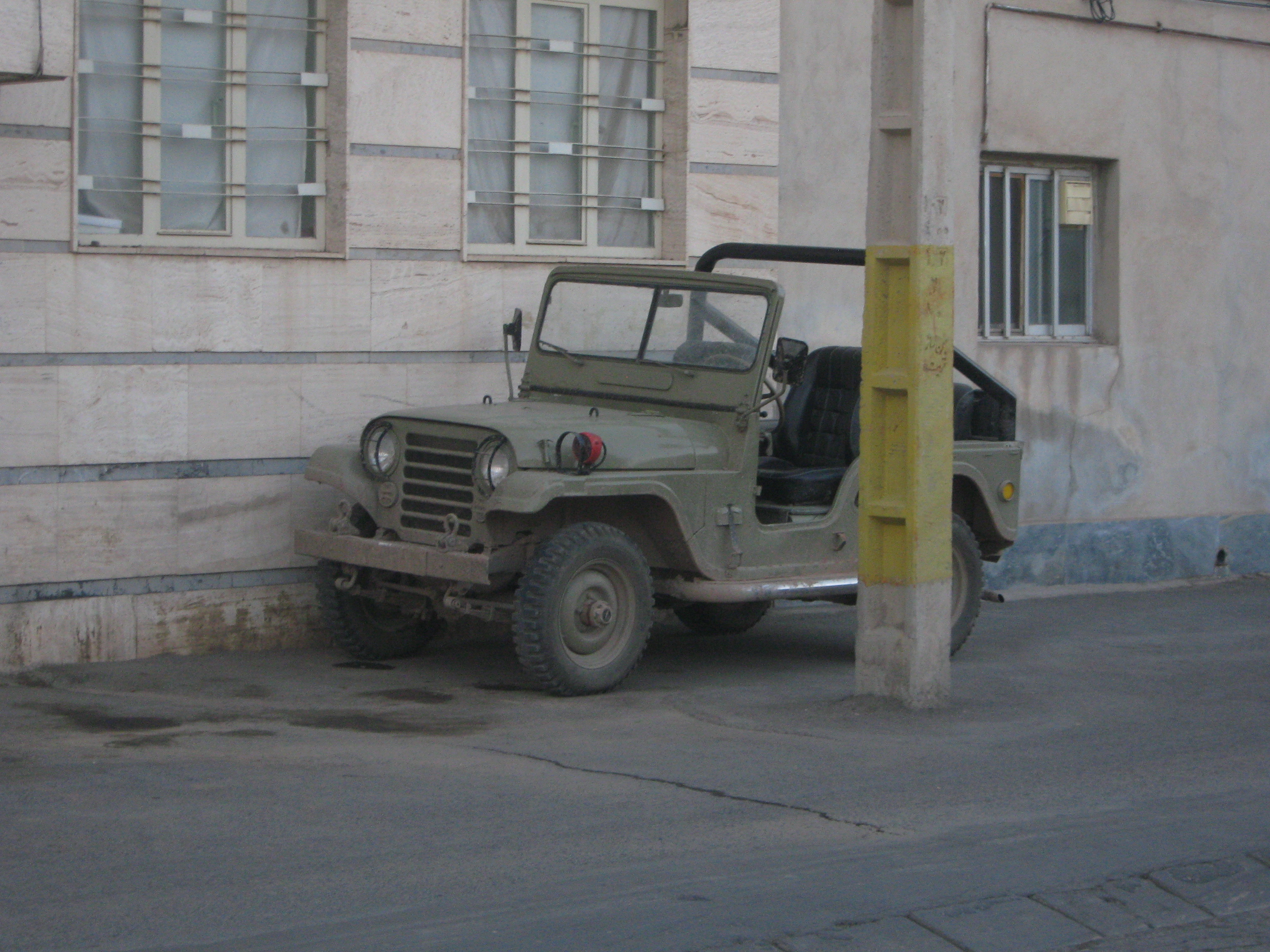

K-111 1/4톤 트럭은 한국군의 주력 전술 차량이다.
한국전쟁 이후 미국으로부터 무상원조받은 M606 (윌리스지프)을 기본으로 아시아자동차가 생산한 4륜구동 군용 지프로서, 총 6종류의 변종이 있다. 1990년에 민수용으로 휘발유 엔진 대신 디젤 엔진을 탑재한 록스타가 출시되었다. 후속모델은 K-131이다.

## 역사
미국의 M38은 1950년에 처음으로 발표되었고, M38A1은 1953년에 발표되었다.
M151 MUTT는 한국전쟁 당시의 M38과 M38A1 지프차의 후속 차종이다. 미국 포드 자동차가 1959년부터 1982년까지 생산했다.
M151은 1980년대에 M998 High Mobility Multipurpose Wheeled Vehicle (HMMWV 또는 험비)로 바뀌었다.
한국의 K111은 미국의 M606을 국산화한 것이다.

## 제원(K-111 기본형)
- 엔진형식: 1985cc 가솔린 4기통 수냉식 (마쯔다 VA형)
- 트랜스미션: 수동 전진4단, 후진1단
- 정격전압: 24V
- 최고시속: 96km/h(실제가능속도 140km/h)
- 주행가능거리: 340km
- 등판력: 60%
- 길이: 3,350mm
- 넓이: 1,475mm
- 높이: 1,705mm
- 차체중량: 1,180kg
- 탑재가능중량: 540kg
- 승차정원: 4명

## 변종
- K-111: 기본형
- K-112: Tow 대전차미사일 탄약차
- K-113: Tow 대전차미사일 발사차
- K-114: 화물 수송 전문
- K-115: 앰뷸런스
- K-116: 106mm 무반동총 탑재차
- K-117: 서치라이트차량